# Sandra Chick
Alexandra Chick (Burnham Market, 2 de junio de 1947), conocida como Sandra Chick, es una exjugadora zimbabuense de hockey sobre césped. Es hermana de la medallista olímpica Sonia Robertson.

## Trayectoria
Chick disputó Juegos Olímpicos de Moscú 1980 con la selección de Zimbabue. El seleccionado africano no estaba clasificado para disputar la cita olímpica, pero debido al boicot que realizaron varios países a la competencia, obtuvo la invitación para participar en el torneo. En el certamen ganó la primera y única medalla de oro de su selección.